# Pig (Würfelspiel)
Pig oder Böse Eins ist ein einfaches Würfelspiel mit einem Würfel. Die Regeln wurden erstmals 1945 von John Scarne schriftlich festgehalten. Varianten von diesem Spiel sind Bis Einhunderteins und  Böse Drei.
In Spielesammlungen werden diese Spiele regelmäßig in die entsprechenden Regelhefte aufgenommen.

## Regeln

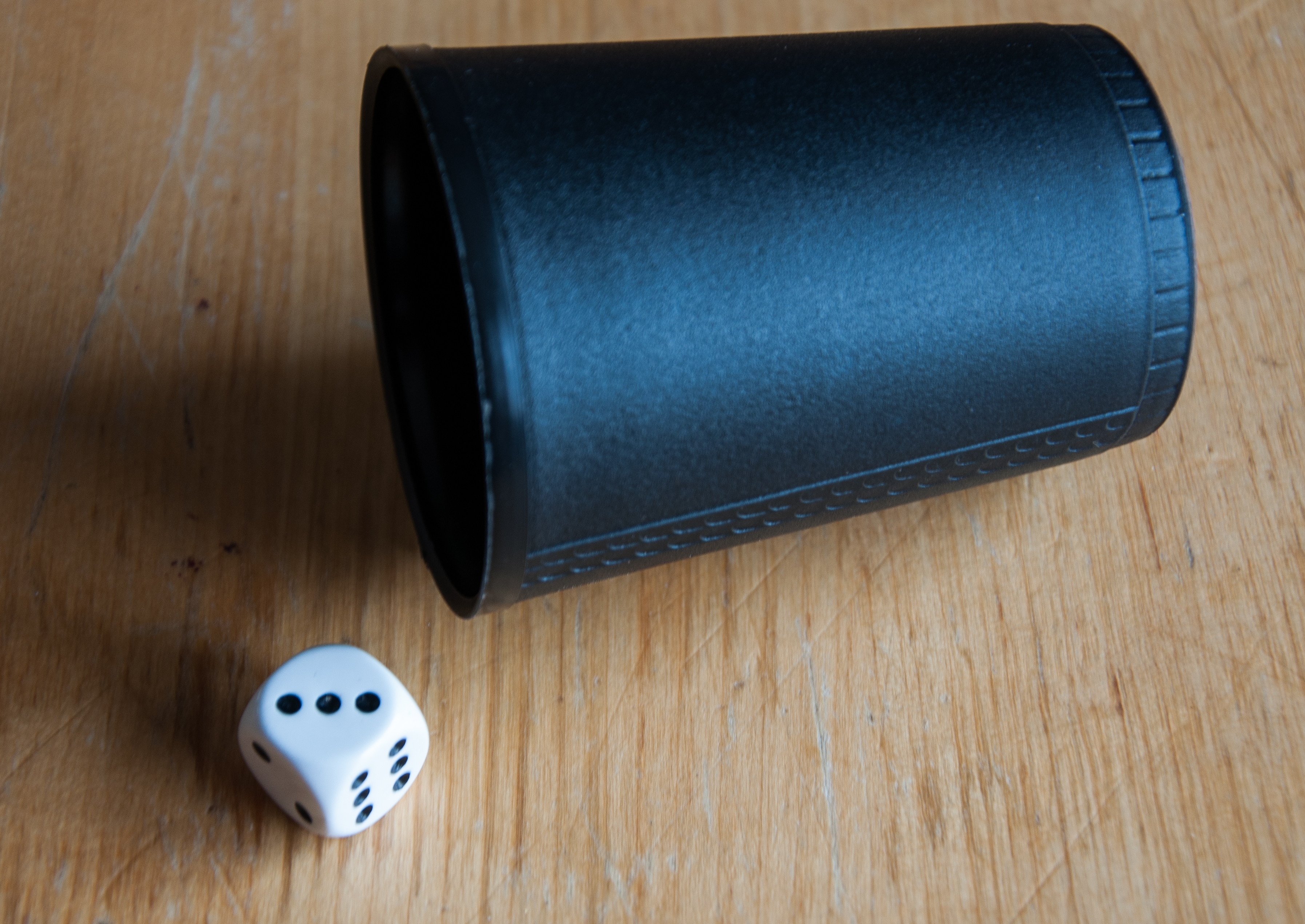
Pig wird mit einem einzelnen Würfel und Würfelbecher gespielt.

Es gewinnt derjenige Spieler, der zuerst in Summe 100 Augen gesammelt hat. Innerhalb eines Spielzugs werden alle Würfelaugen zusammengezählt, bis entweder eine EINS gewürfelt wird, dann ist der Zug zu Ende und alle Punkte dieses Zugs sind verloren, oder der Spieler den Würfel weiterreicht. Nur in diesem Fall werden die gewürfelten Augen aufsummiert und dem Konto des Spielers gutgeschrieben.
Bei der Variante Bis Einhunderteins gelten die gleichen Regeln wie bei Pig und der Bösen Eins, allerdings ist das Ziel, 101 Punkte zu erreichen.
Neben der Version, bei der die Eins den Zug beendet, existiert mit dem Spiel Böse Drei eine Variante, bei der durch den Wurf einer DREI der Zug beendet wird. Sieger ist hier, wer nach der Runde die meisten Punkte erreicht.

## Strategie
Eine optimale Spielstrategie ist trotz der Einfachheit des Spiels überraschend kompliziert. Eine einfache Taktik besteht darin, sich zu überlegen, bei welcher bereits erwürfelten Punktezahl man weiterspielen sollte. Hat man in einem Spielzug bereits {\displaystyle a} Punkte, so verliert man mit Wahrscheinlichkeit {\displaystyle \textstyle {\frac {1}{6}}} beim nächsten Würfelwurf {\displaystyle a} Punkte oder gewinnt weitere 2,3,4,5 oder 6 Punkte mit Wahrscheinlichkeit {\displaystyle \textstyle {\frac {1}{6}}} dazu.
Man sollte daher nur weiterspielen, wenn der erwartete Gewinn den erwarteten Verlust übertrifft, das heißt, wenn
{\displaystyle \textstyle 0\leq {\frac {1}{6}}\cdot 2+{\frac {1}{6}}\cdot 3+{\frac {1}{6}}\cdot 4+{\frac {1}{6}}\cdot 5+{\frac {1}{6}}\cdot 6+{\frac {1}{6}}\cdot (-a)={\frac {20}{6}}-{\frac {a}{6}}}, das heißt, wenn {\displaystyle a\leq 20}.
Aber das ist nicht die optimale Strategie, denn Punkte zu riskieren ist etwas ganz anderes als den Verlust des Spiels zu riskieren. Man wird sich sicher anders verhalten müssen, wenn der Gegner oder man selbst bereits deutlich in Führung liegt. Das macht eine optimale Strategie wesentlich komplizierter.

## Belege
1. 1 2  Die große Spiele-Sammlung - Premium-Edition (Memento vom 5. April 2016 im Internet Archive). Regelheft der Spielesammlung von Schmidt Spiele; S. 13.
2. 1 2  „Nackter Spatz“ In: Erhard Gorys: Das Buch der Spiele. Manfred Pawlak Verlagsgesellschaft, Herrsching o. J.; S. 403. (Anmerkung: Gorys vertauscht in seiner Darstellung die Überschrift von Bis Einhunderteins mit dem Spiel Nackter Spatz)
3. 1 2  „Böse Drei“ In: Robert E. Lembke: Das große Haus- und Familienbuch der Spiele. Lingen Verlag, Köln o. J.; S. 244.
4. ↑  Todd W. Neller Clifton G.M. Presser: Optimal Play of the Dice Game Pig